# Бунчук
Бунчу́к (від тур. boncuk, крим. boyuncaq — «намисто»; монг. туг, осман. طوغ, тур. tuğ) — штандарт полководця у народів Східної Європи і Євразійського степу. Держак із золотою кулею, під якою підвішено кінське волосся. Був символом гетьманської влади в Речі Посполитій і Війську Запорозькому.

## Опис
Козацький бунчук був зроблений з насилених один на один кінських хвостів, пофарбованих в червоний колір. Зверху бунчука була сплетена шапочка з чорно-червоного волосся, з-під якої йшли такого ж кольору сплетені коси, які, в свою чергу, переплітались нижче з волоссям хвоста. Зверху на чверть ліктя вище була прикріплена позолочена латунна «галка». Гетьманський бунчук був довжиною чотири лікті, а інколи і вищий.
Бунчуки запорожців були червоно-білого кольору.

## Використання

### Давня Русь і козацька Україна
У давньоруських джерелах бунчук відомий як «чілка» (д.-рус. чолка), а навершя древків стягів у вигляді кінських хвостів називалося «чілкою стяговою». Очевидно, їх фарбували в червоний колір — згадка про червону чілку є в «Слові о полку Ігоревім»: «Чрьленъ стягь, бѣла хорюговь, чрьлена чолка, сребрено стружïе храброму Святьславличю».
Козацький бунчук походить від османського, який використовувався як штандарт полководця. Перед османським пашою, що виконував обов'язки візира, себто султанового міністра, носили бунчук із золотою голівкою і трьома кінськими хвостами, перед султаном несли бунчук із сімома хвостами.
Бунчук запозичений також поляками, у котрих він став знаком гетьмана. Бунчуки носили перед старшиною. Польний гетьман використовував бунчук із одним хвостом; Великий коронний гетьман — із двома хвостами. Ян Собеський так звик до бунчука, що, і зробившись королем, ніколи не вирушав у похід без нього.
Звичай носіння бунчука перейшов до українських козаків, де бунчуки носили перед гетьманом та кошовими отаманами. Гетьман мав декілька бунчуків, а булаву — тільки одну. Бунчуки несли перед гетьманом при його виїздах та виходах та ставили перед гетьманським наметом.
Обов'язки несення і охорони бунчука покладалися на бунчужного.
За перемоги король Стефан Баторій дав Гетьману Ружинському символ влади — булаву, корогву з білим орлом (шовкову амарантову корогву зі срібним орлом) і бунчук — як символ перемоги козацького війська над невірними, здобутий козацькою кров'ю, та печатку з гербом, на якій був лицар з мушкетом в козацькій шапці (зі звішеним шликом).

### Монголія

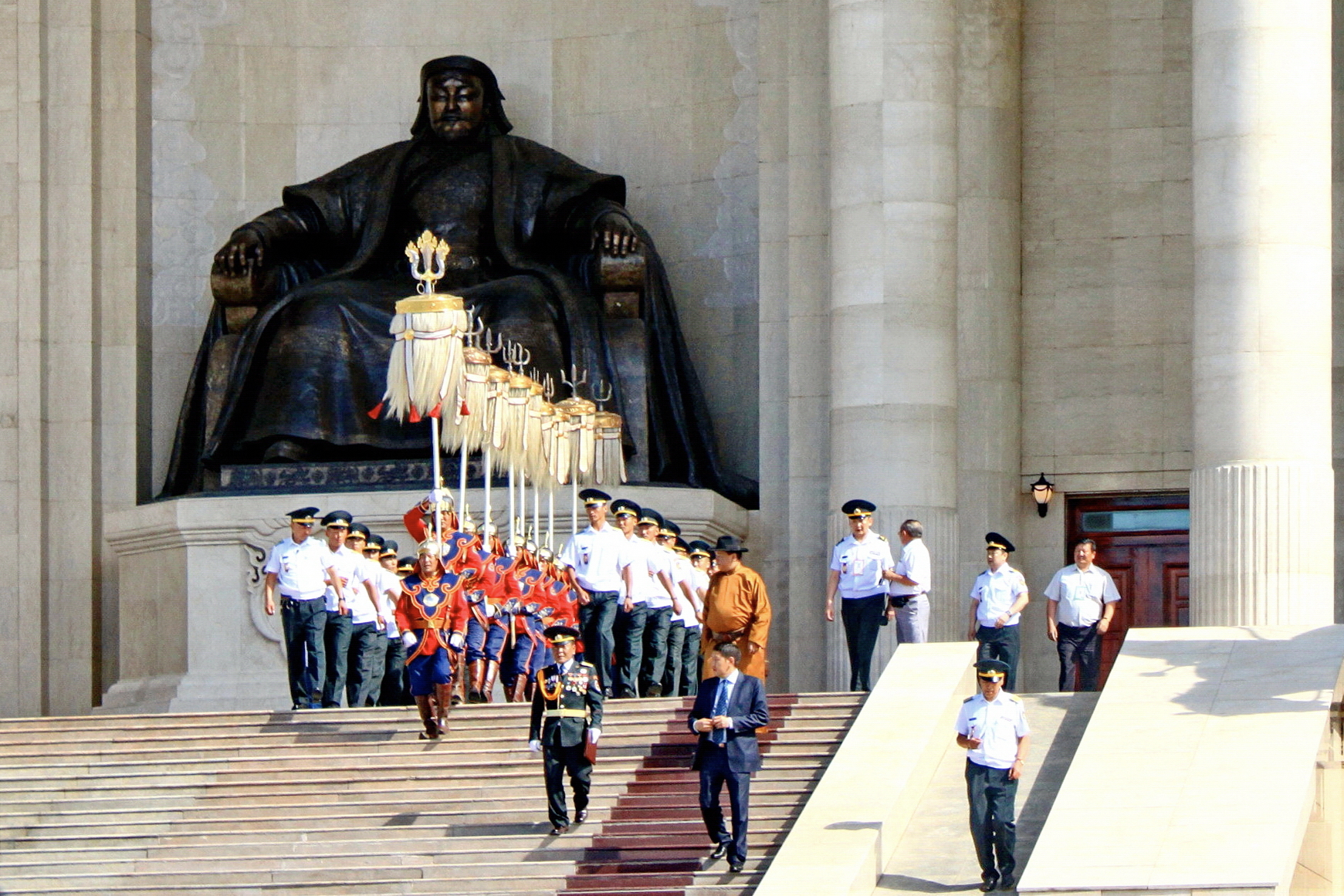
дев'ять білих бунчуків у сучасній Монголії.

Бунчук використовувався як головний штандарт у Монгольській імперії XIII століття та досі використовується у сучасній Монголії. По-монголськи він називається «туг» або «сулд».
Він має вигляд держака із навершям, до якого по колу прикріплено пучки шерсті з хвостів яків або коней. Бунчук із білого волосся використовувався в мирний час, з чорного — у воєнний. У мирний час бунчуки встановлювали перед юртою хана, а в поході носили перед його конем. За легендою, монголи змогли зберегти чорний бунчук імперії після смерті Чингісхана. Він вважався вмістилищем духу великого полководця. У XVII столітті Дзанабадзар, правитель монгольської Халхи, збудував спеціальний монастир, в якому зберігався чорний бунчук. Близько 1937 року бунчук зник під час кампанії комуністичної Монгольської Народної Республіки проти націоналістів, мислителів та монахів.
Після постання демократичної Монголії в 1992 році офіційна монгольська влада стала використовувати реконструкцію дев'яти білих бунчуків Чингісхана як символ монгольської державності, замінивши ним старі червоні комуністичні прапори. Офіційна назва білих бунчуків: «Есөн хөлт цагаан туг» — «Девять основних білих штандартів». Кожен з них має вигляд держака, прикрашеного білим кінським волоссям й навершям у вигляді тризуба. Серед дев'яти бунчуків є окремий — центральний бунчук, що є більшим за розмірами за інші вісім, та має багатодекорований тризуб. Усі дев'ять бунчуків зберігаються в Урядовому палаці в Улан-Баторі.
Чорний бунчук війни називається «Дөрвөн хөлт хар сүлд» — «чотири основні чорні штандарти». Це чотири бунчуки з чорного кінського волосся. Їх реконструкція зберігається в Міністерстві оборони Монголії.

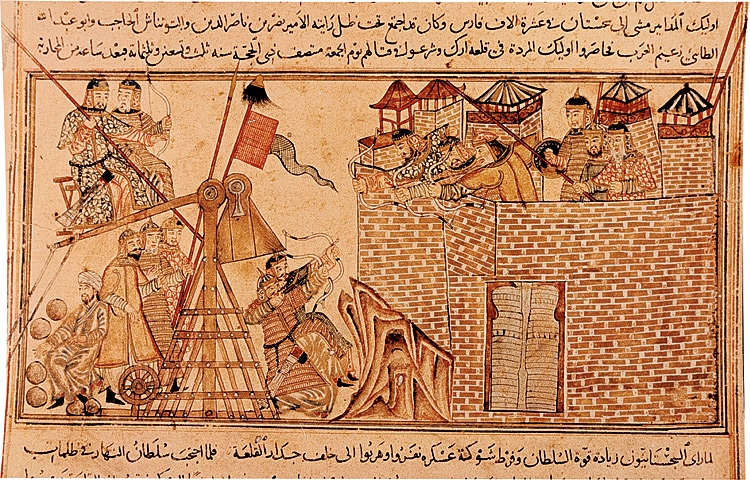
Монголи з бунчуком (ХІІІ століття).
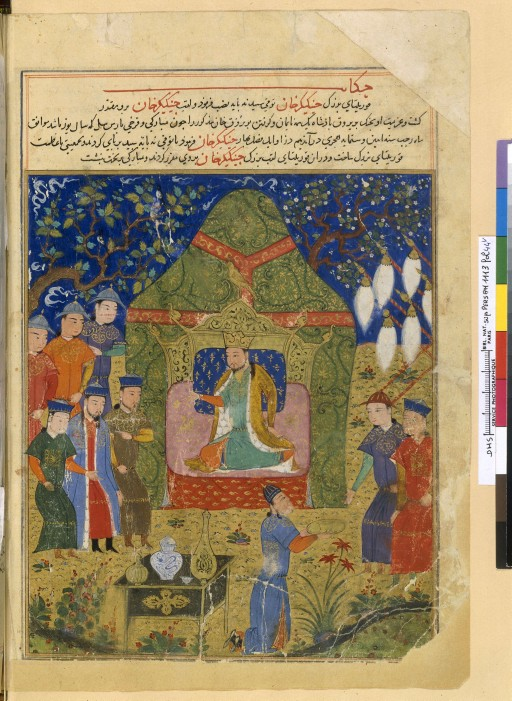
Чингісхан з білими бунчуками (XIV століття).
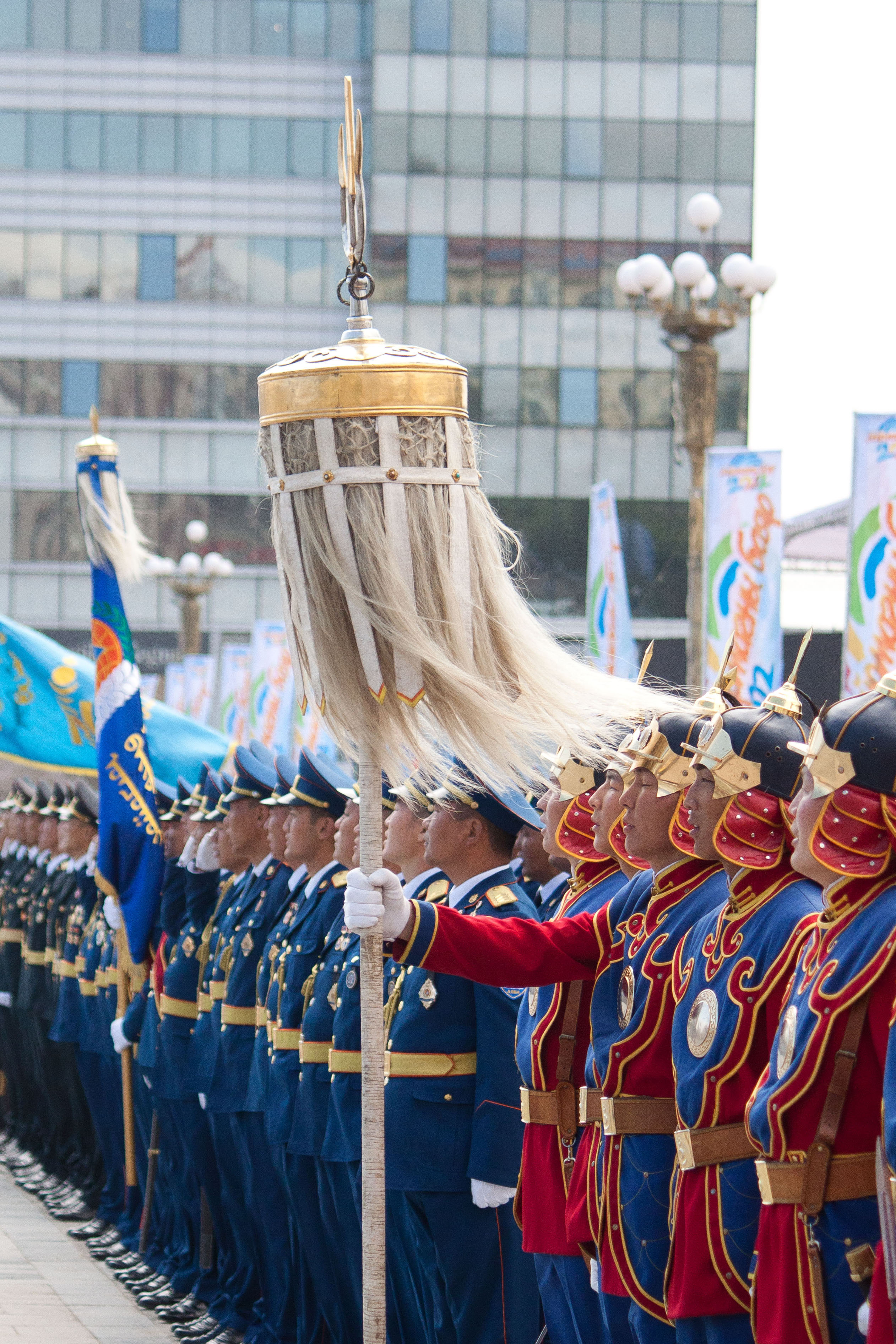
Сучасний білий бунчук.
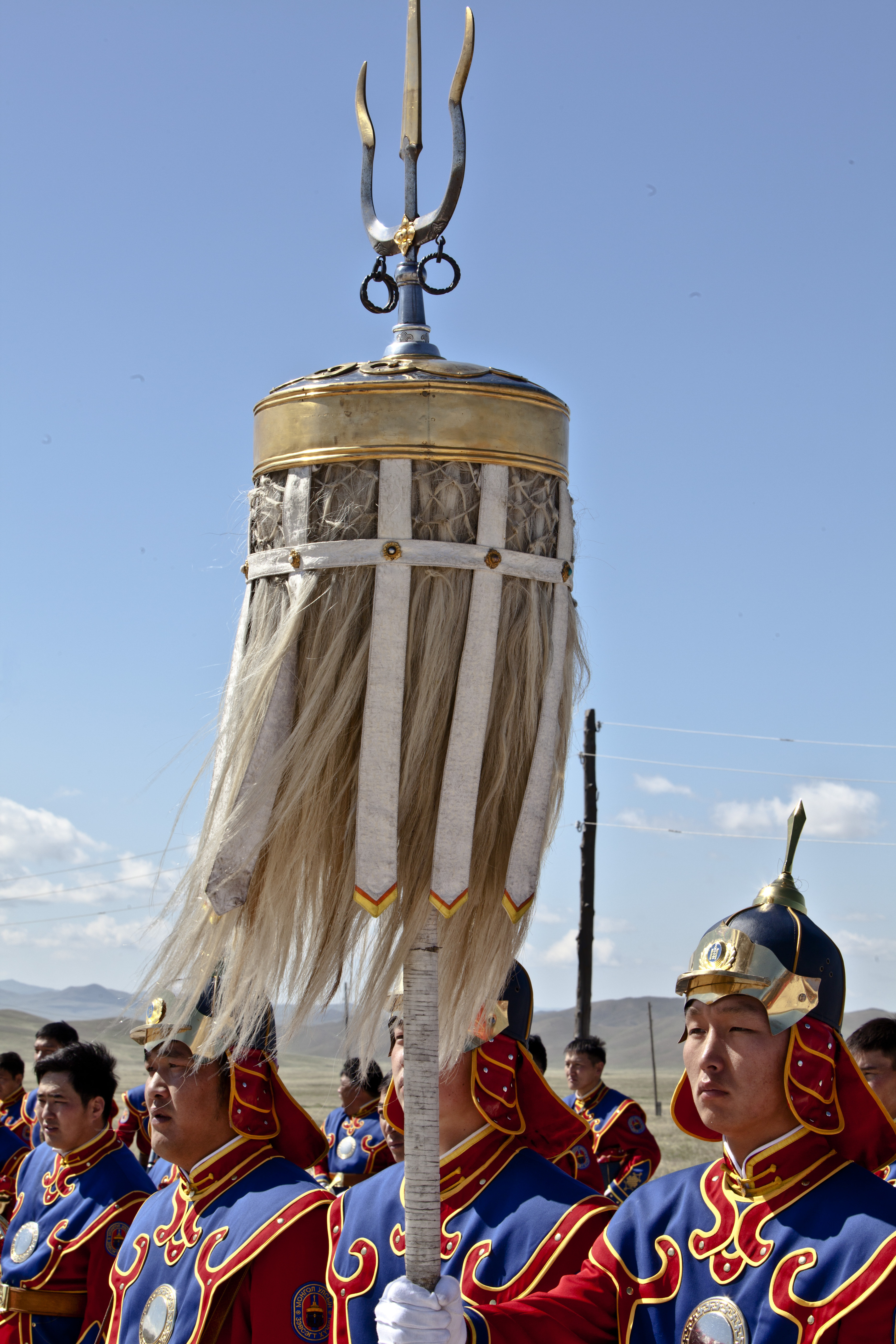
Сучасний білий бунчук.
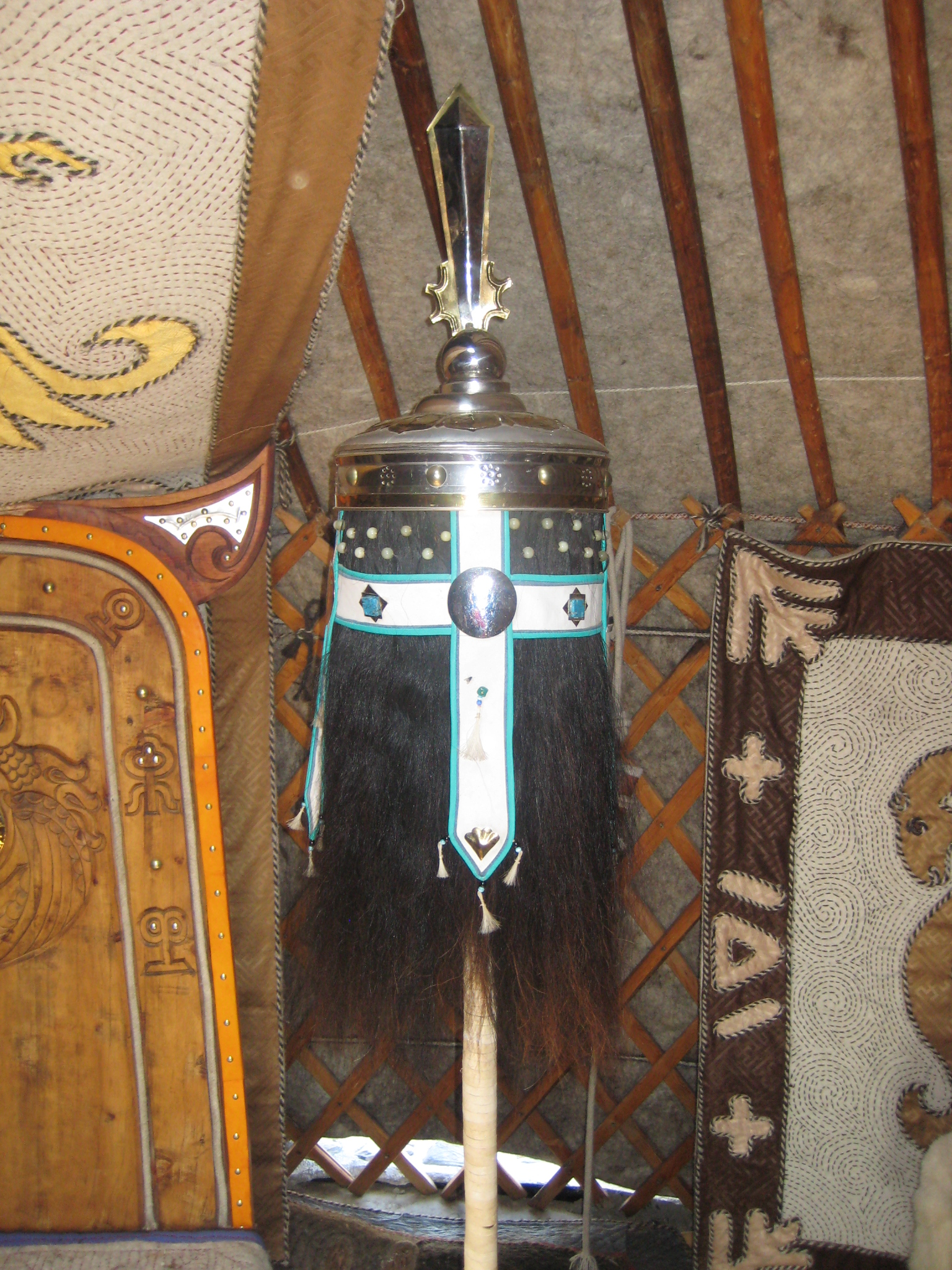
Чорний бунчук.

### Османська імперія

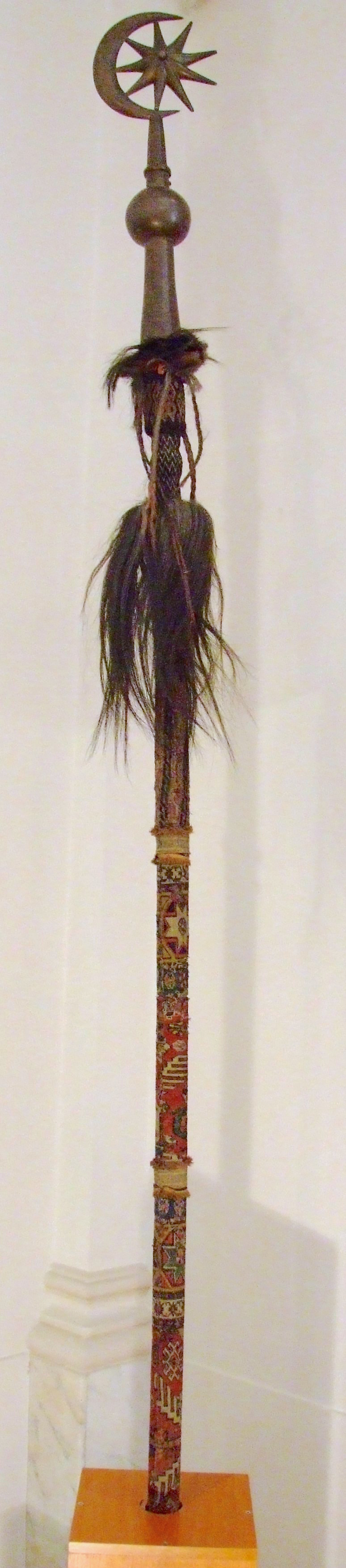
Османський бунчук (1877).

Традиція використувавати бунчуки як штандарти полководців була запозичена османами в монголів. До XV століття османський емір використовував два бунчуки, інші польові офіцери та беї — один. Згодом за султаном закріпилося сім бунчуків, великим візиром — п'ять, бейлербеєм — два, за беями та полковниками — один бунчук.

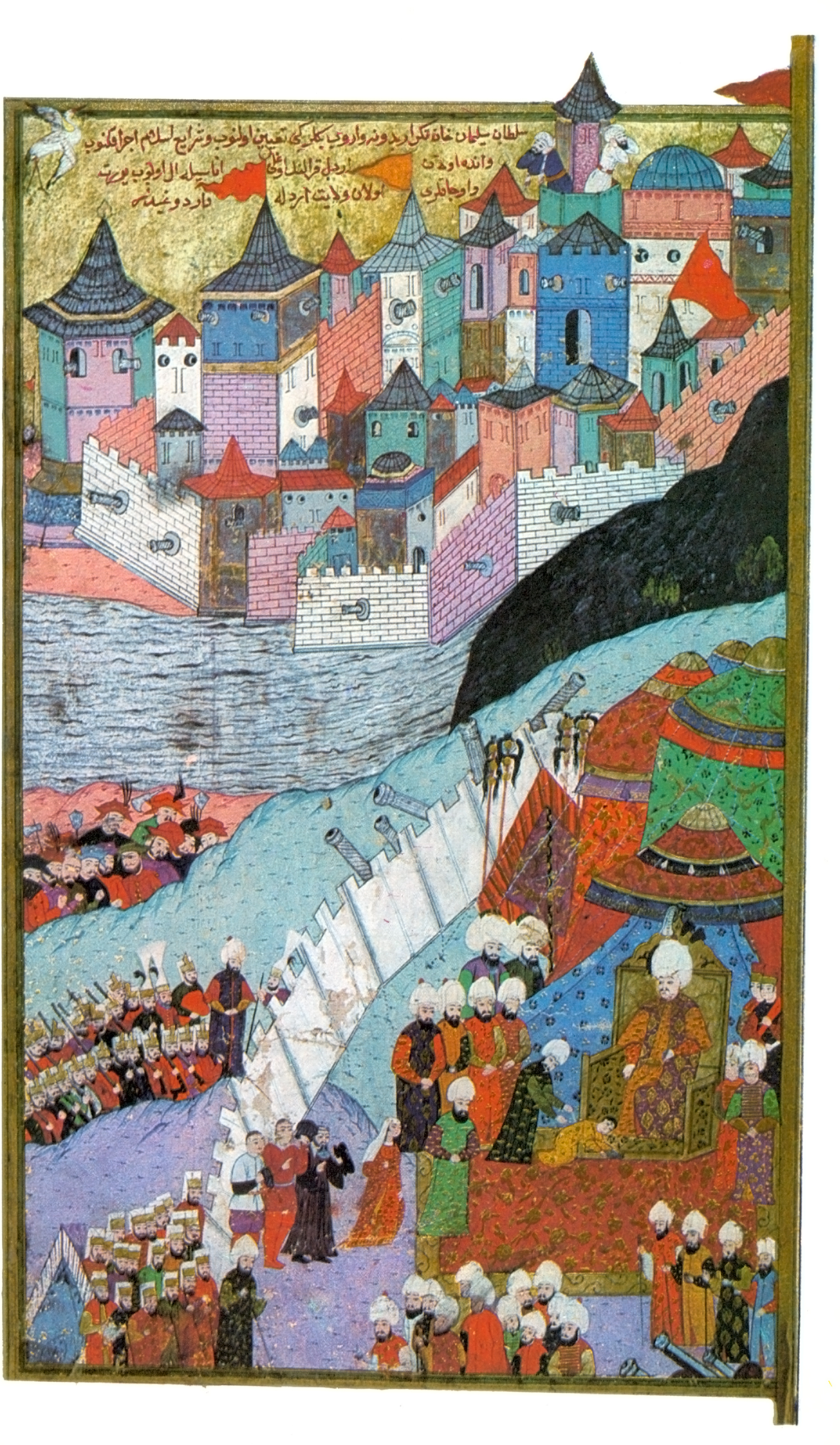
Османи з бунчуками під Будою, 1541 рік.
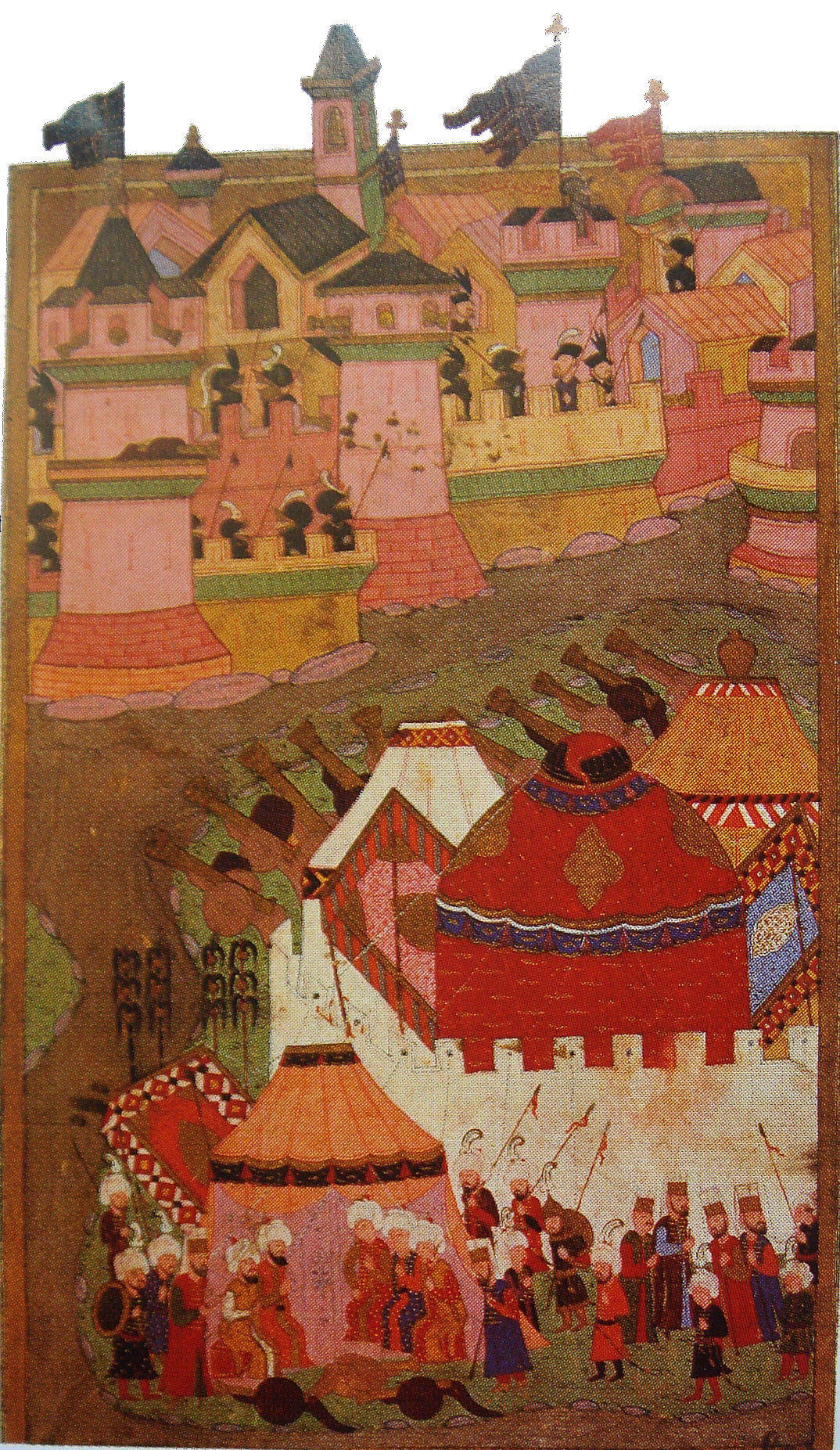
Османи з бунчуками під Віднем, 1683 рік.
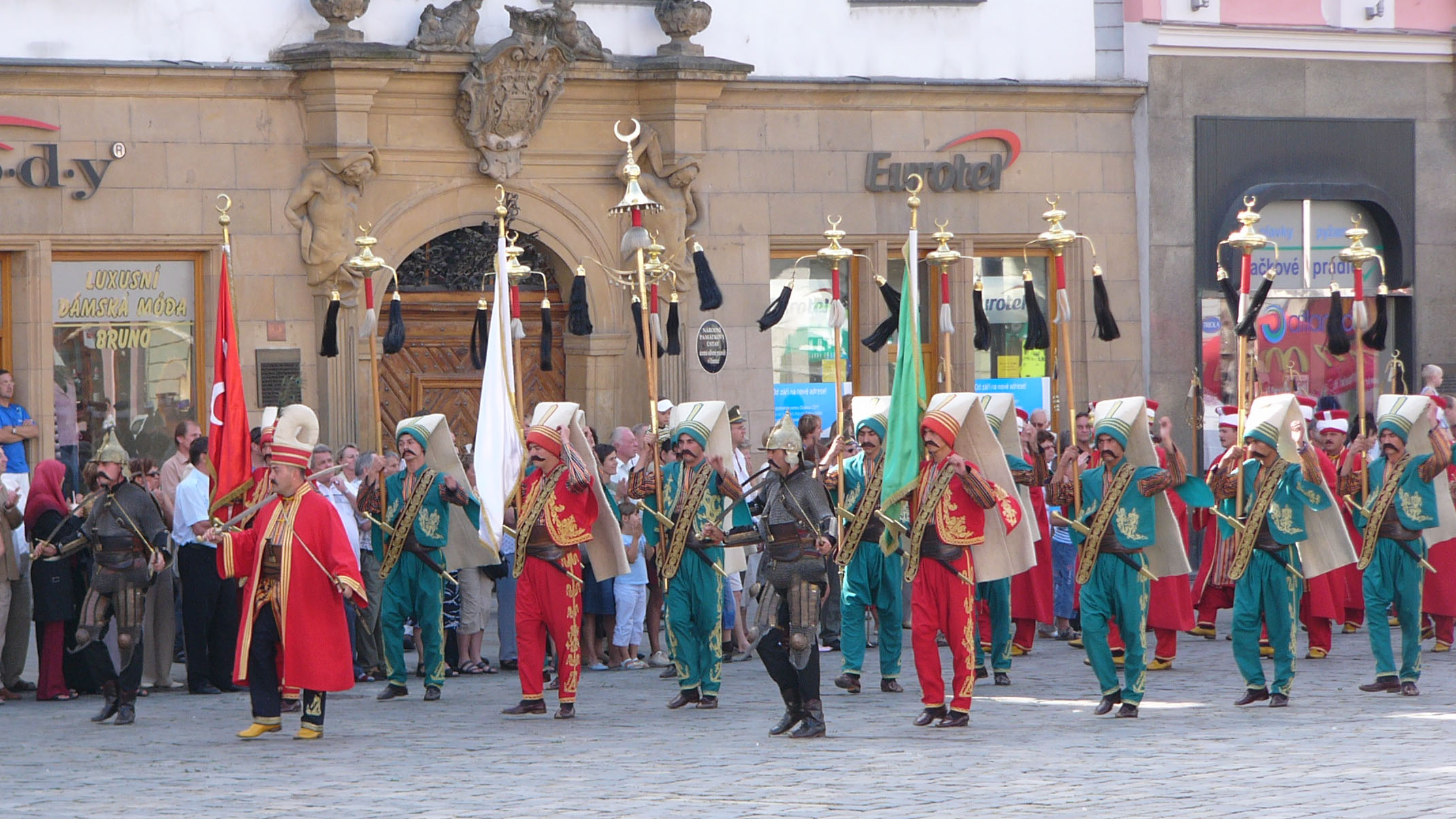
Османські бунчуки.
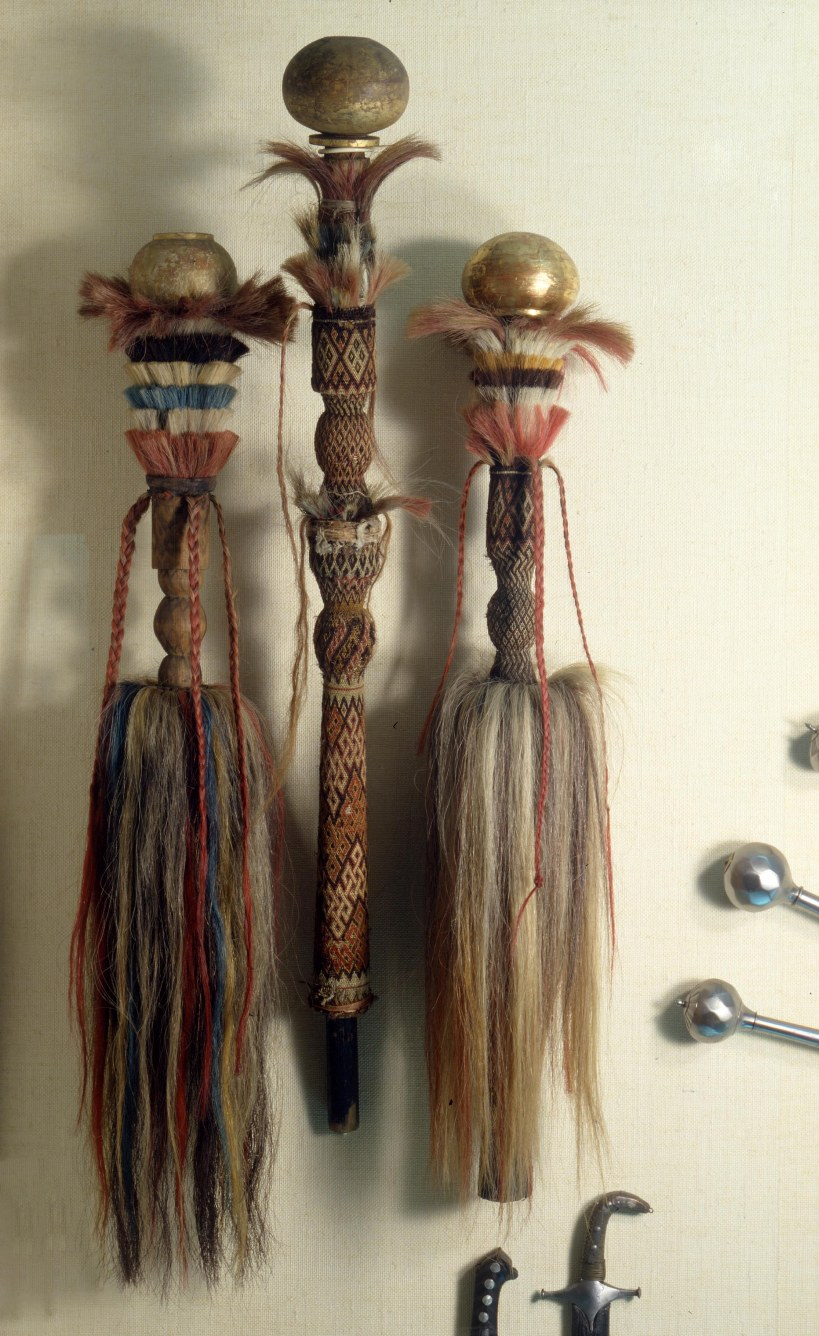
Навершя бунчуків.
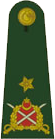
Погон «бунчужного генерала».